# ヴァンサン・シモン
ヴァンサン・シモン・ロ・シン（Vincent Simon Lo-Shing、1983年9月28日 - ）は、タヒチ・ディビジョン・フェデレールのASピレーに所属するタヒチ代表のサッカー選手。ポジションはRB。

## 代表歴
2004年のクック諸島代表戦で代表初出場を果たした。
OFCネイションズカップ2012の際もメンバーに選ばれており、タヒチ代表はこの選手権で優勝、FIFAコンフェデレーションズカップ2013に出場する事となったが、この際の薬物検査でツアミノヘプサンに対する陽性反応が検出され、出場は果たせず2014年2月7日まで代表出場禁止の処分を受けた。

## 個人成績
代表でのゴール一覧
| # | 日附          | 場所                                 | 対戦相手     | 得点 | 結果 | 大会                                    |
| - | ------------- | ------------------------------------ | ------------ | ---- | ---- | --------------------------------------- |
| 1 | 2004年5月19日 | ホニアラ・ローソン・タマ・スタジアム | ソロモン諸島 | 1–0  | 1–1  | 2006 FIFAワールドカップ・オセアニア予選 |

代表出場一覧
| タヒチ代表 | タヒチ代表 | タヒチ代表 |
| 年         | 出場       | 得点       |
| ---------- | ---------- | ---------- |
| 2004       | 9          | 1          |
| 2012       | 10         | 0          |
| 2013       | 3          | 0          |
| 2016       | 2          | 0          |
| 合計       | 24         | 1          |

## タイトル

### 国内
ASドラゴン
- タヒチ・ディビジョン・フェデレール:

優勝 (1): 2012

### 代表
タヒチ
- OFCネイションズカップ:

優勝 (1): 2012